# Riodinídeos
Riodinídeos (cientificamente denominada Riodinidae; ex família Nemeobidae; denominadas popularmente, em inglês, como Metalmarks ou Judies) é uma família de insetos da ordem Lepidoptera, classificada por Augustus Radcliffe Grote no ano de 1895 e quase exclusivamente restrita à região neotropical das Américas (até a Patagonia), com alguma representação na América do Norte, Ásia tropical (região indo-malaia) e na Nova Guiné, Austrália (gêneros Abisara, Dicallaneura, Praetaxila), África (gêneros Abisara, Saribia - este último em Madagáscar); e com uma espécie, Hamearis lucina, europeia. São mais de 1000 espécies catalogadas de borboletas, chegando a quase 2000 espécies.

## Características principais de borboletas Riodinidae
Esta família possui espécies muito variáveis em padrões de coloração e de formato de asas, com algumas lembrando borboletas e mariposas pertencentes a outros grupos da ordem Lepidoptera. Suas envergaduras variam de 2 a 6.5 centímetros e seus padrões de coloração podem ser discretos, como é o caso da monotípica Styx infernalis, até padrões de coloração absolutamente metálica ou com reflexos iridescentes. Em poucos gêneros, como Chorinea e Ithomiola, as asas podem ser translúcidas. Outros, como Cartea e Stalachtis, apresentam o padrão alar de borboletas aposemáticas da tribo Heliconiini e de outros grupos miméticos sul-americanos. Há ainda os gêneros com ocelos em suas asas dianteiras, como Eurybia, Mesosemia, Semomesia, Perophthalma, Mesophthalma e Teratophthalma, podendo apresentar padrões de linhas e reflexos metálicos em suas asas. Por fim, existem as espécies apenas com padrões de linhas, faixas e pontuações sobre as asas, sem ocelos. Algumas podem apresentar caudas curtas (Euselasia thucydides, e espécies dos gêneros Dodona e Ancyluris), retas e longas (gêneros Rhetus, Chorinea e Barbicornis) ou longas, múltiplas e retorcidas (gêneros Helicopis e Syrmatia).

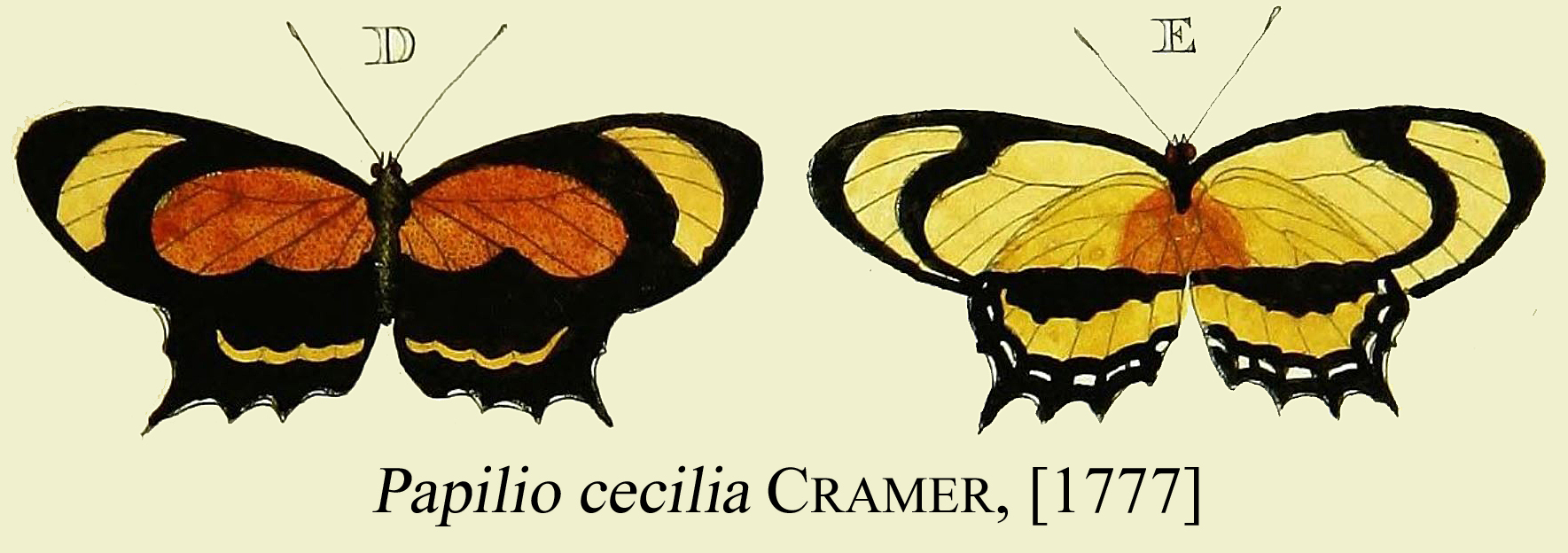
Ilustração da espécie de gênero monotípico Methone cecilia, retirada de sua descrição original, em 1777.
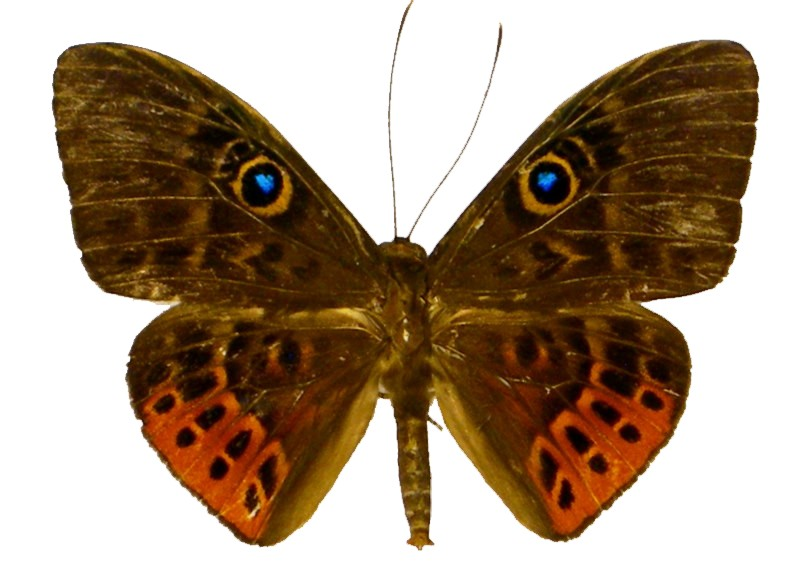
Ocelos na espécie Eurybia patrona, vista superior.
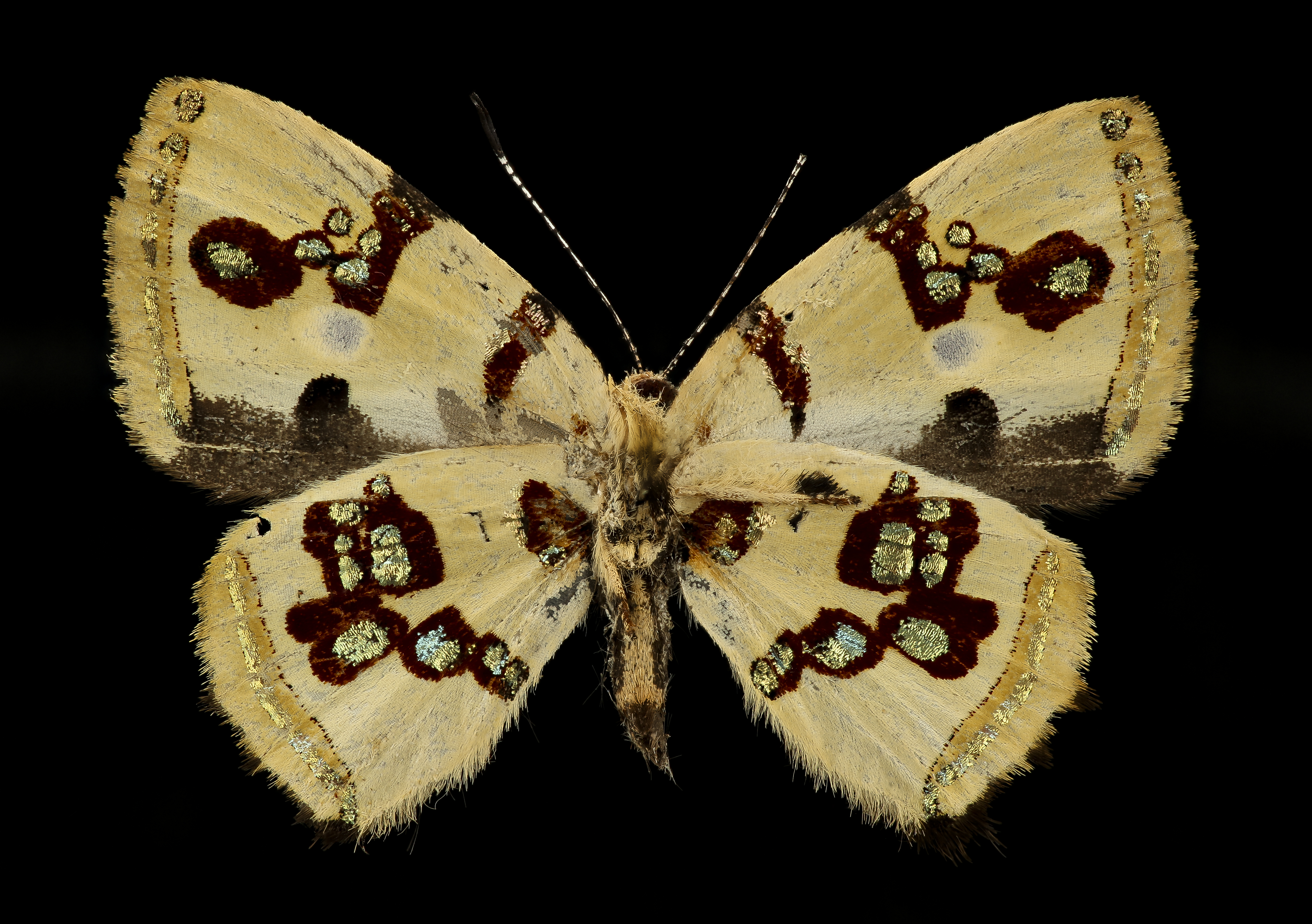
Vista inferior de Anteros formosus, com marcas em prata sob as asas.
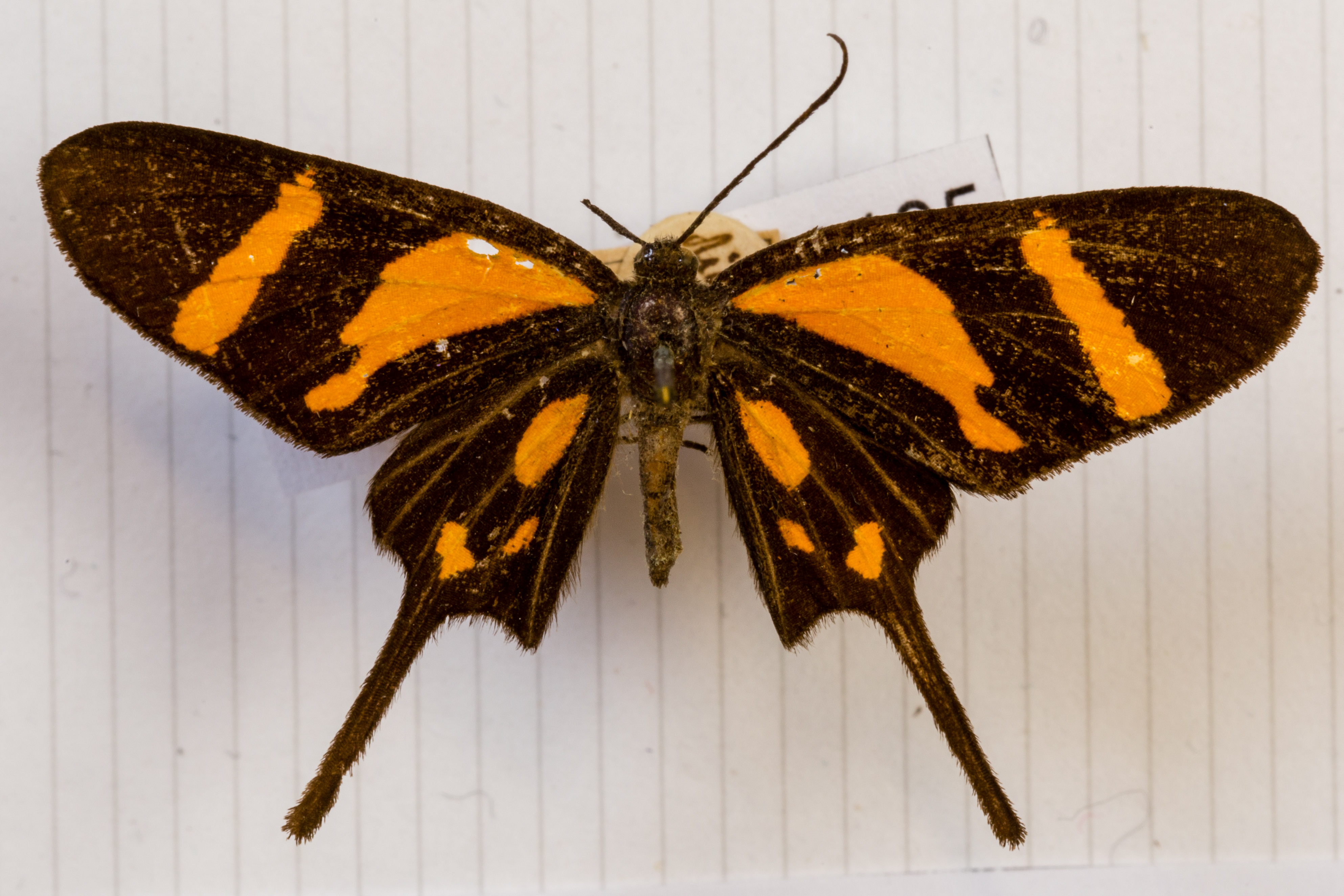
Borboletas do gênero Barbicornis possuem longas caudas que se assemelham às dos Papilionidae.
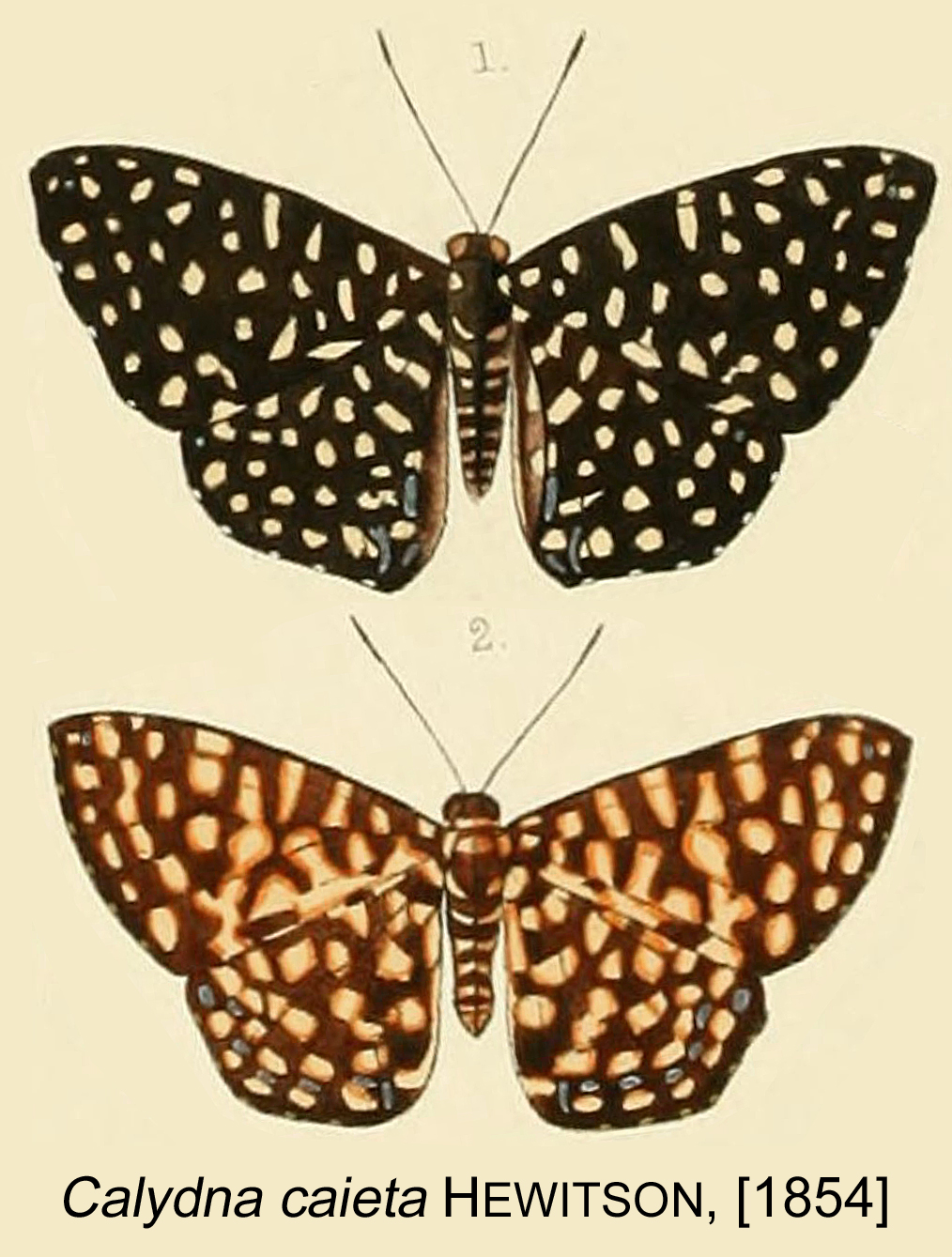
Ilustração de 1854 com Calydna caieta, retirada de sua descrição original.
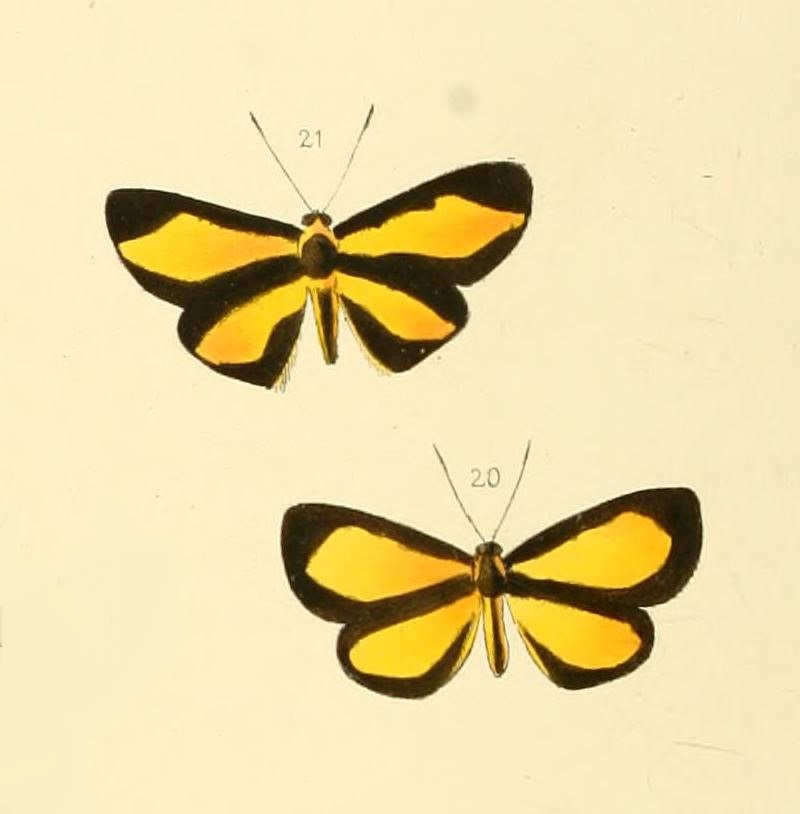
Ilustração de 1875 com Mesenopsis bryaxis, um Riodinidae envolvido em padrões miméticos.
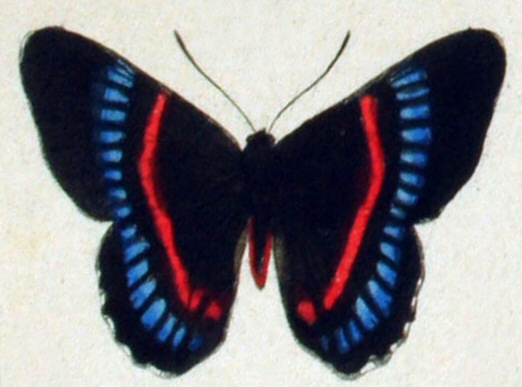
Ilustração de Necyria bellona, um Riodinidae com faixas vermelhas e marcas azuis metálicas.
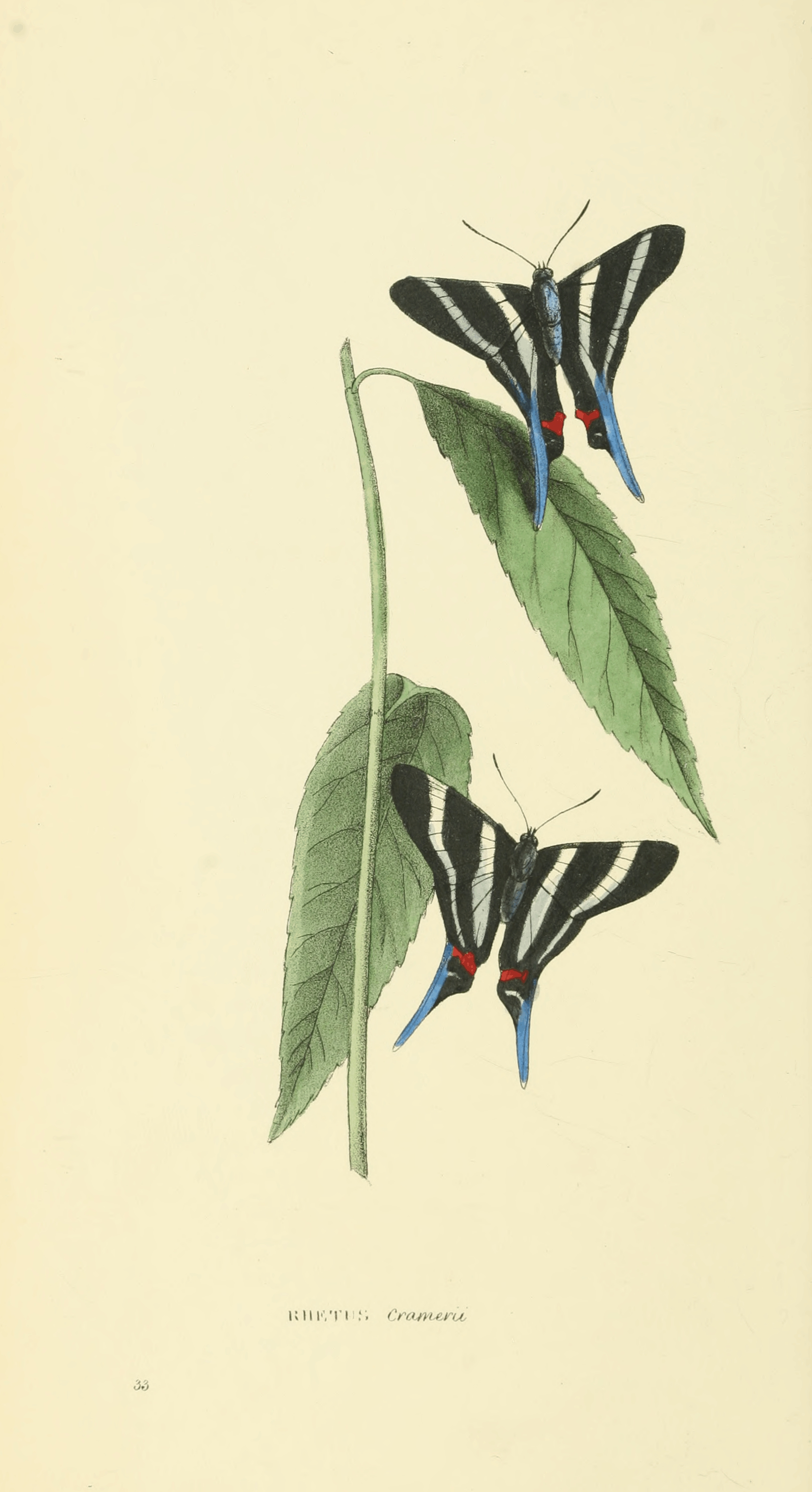
Ilustração de 1829 com Rhetus arcius (macho, acima; fêmea, abaixo) e suas longas caudas.
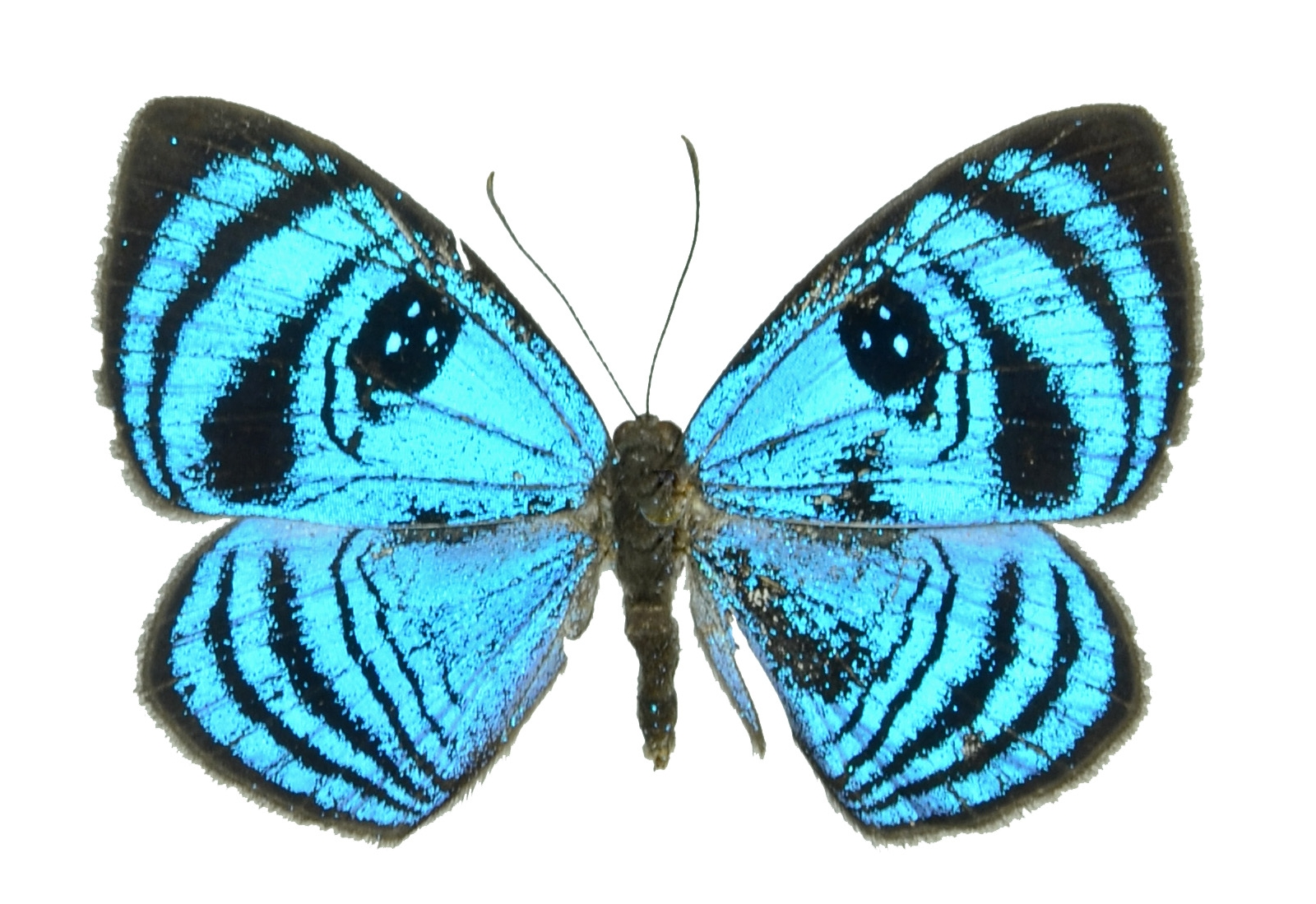
Vista superior de Semomesia croesus, espécie com asas azuis-metálicas.
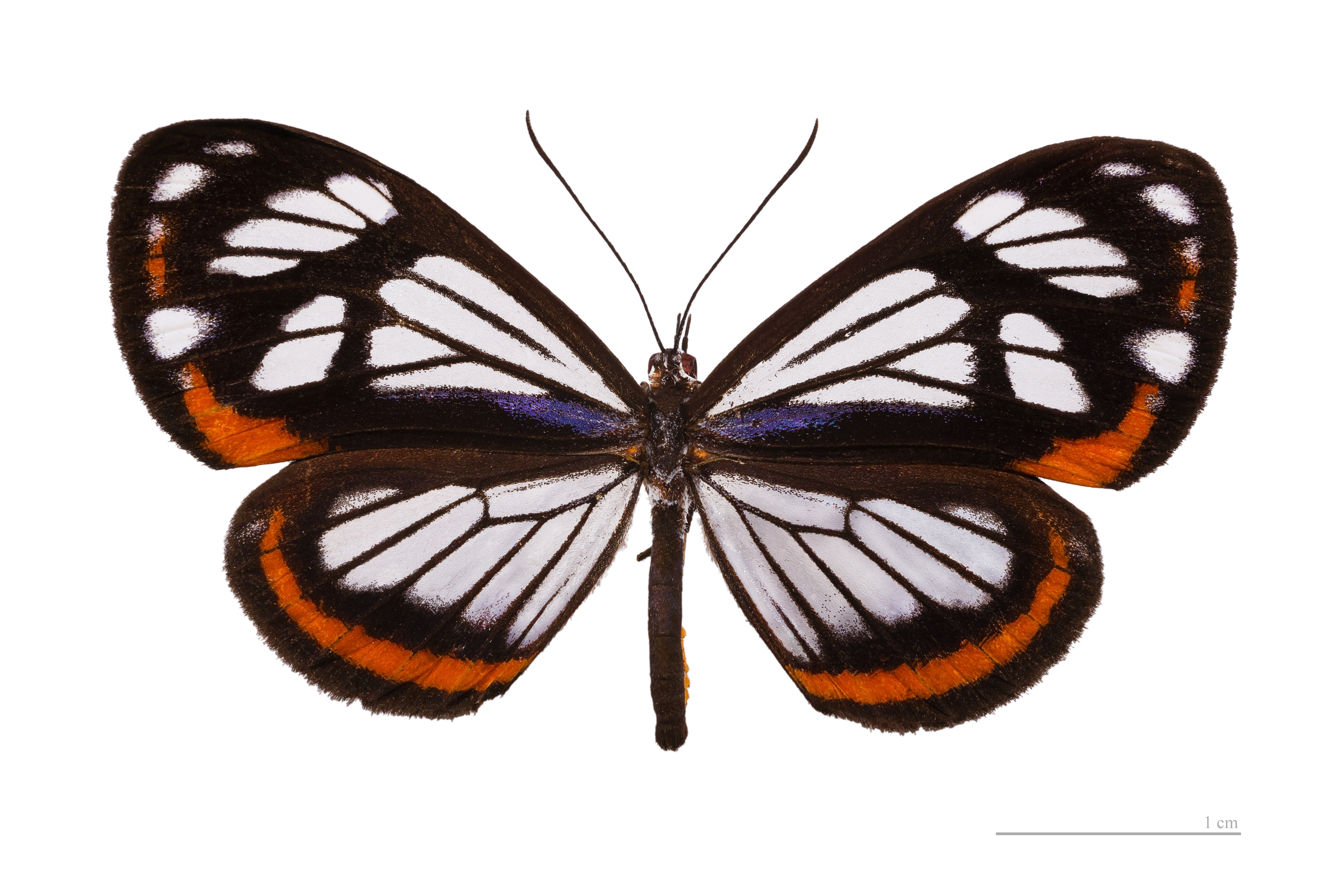
Vista superior de Stalachtis phaedusa, espécie com asas translúcidas.

## Difração
Assim como ocorre com o gênero Pierella, da família Nymphalidae, alguns Riodinidae apresentam o curioso fenômeno óptico conhecido como difração de cor na superfície de suas asas. Graças à microestrutura de suas escamas alares, estas borboletas difratam a luz, mudando de coloração quando vistas em diferentes ângulos. Isto é particularmente visível em espécies de Eurybia e de Ancyluris.

## Dimorfismo sexual
O dimorfismo sexual ocorre nesta família em alguns gêneros como Euselasia, Rhetus e Semomesia. Também, nesta família, os machos possuem as patas dianteiras reduzidas, não sendo usadas para caminhar, enquanto suas fêmeas as têm para a caminhada.

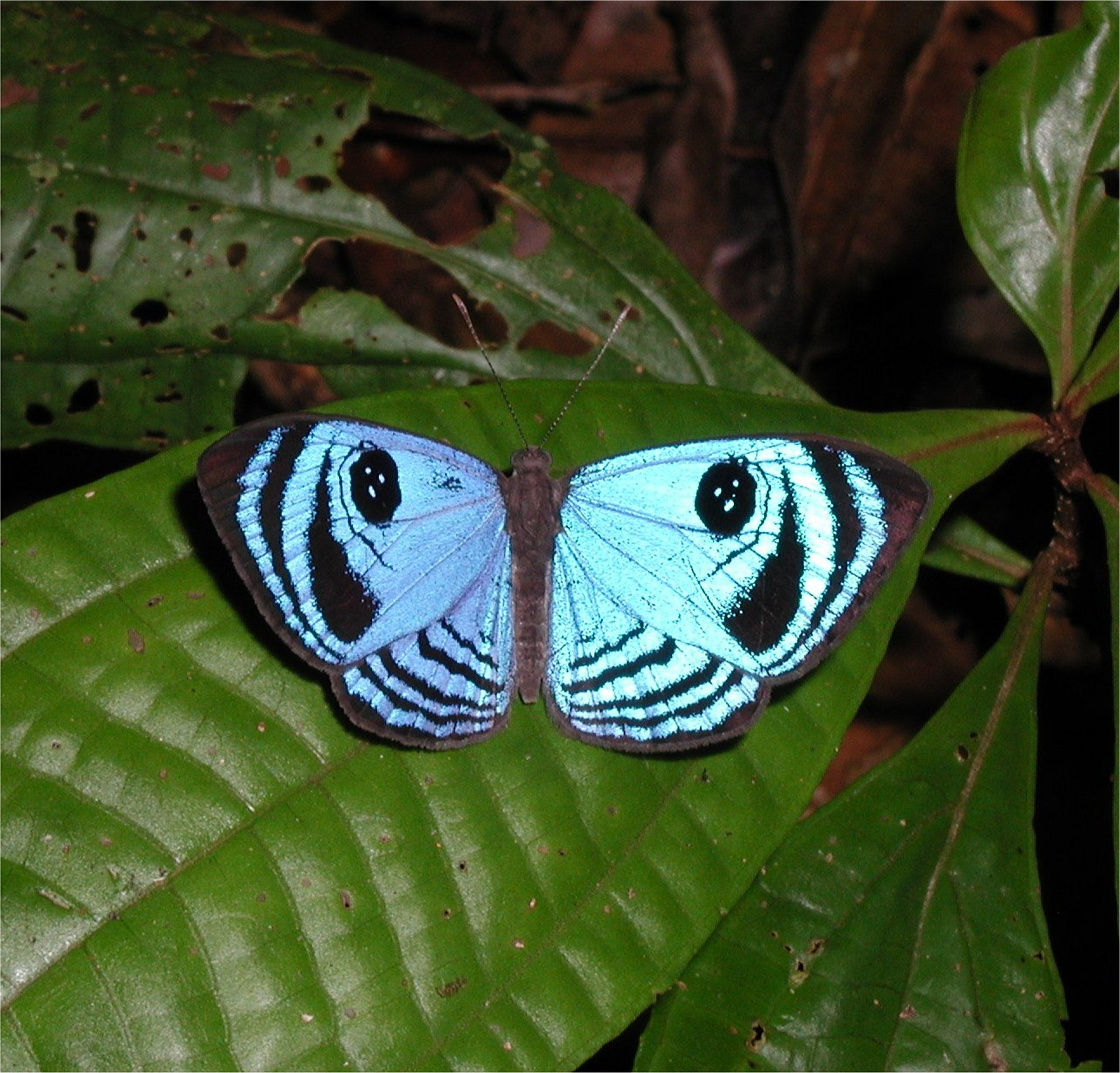
Fotografia do macho de Semomesia capanea.
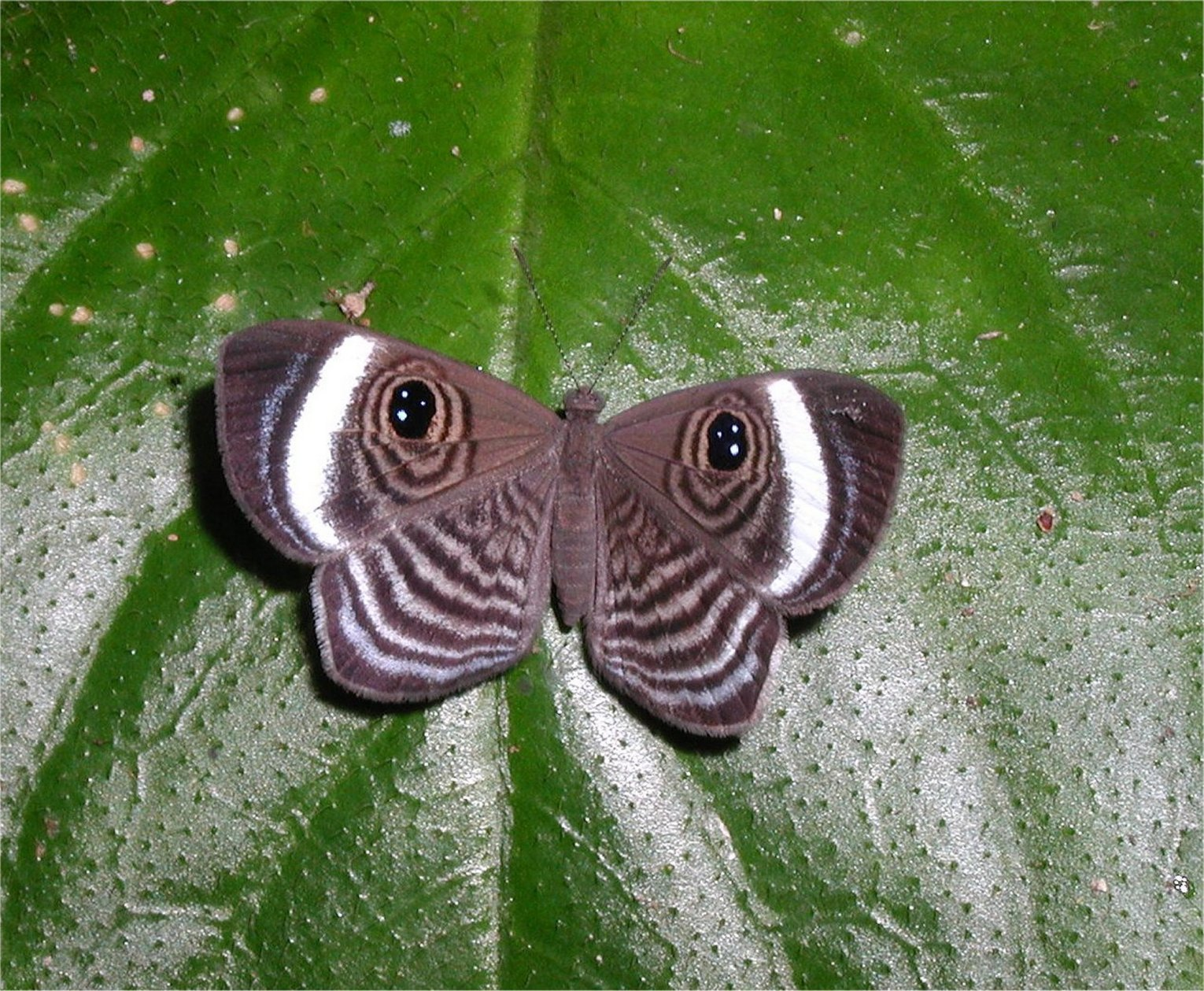
Fotografia da fêmea de Semomesia capanea.

## Ovo, lagarta e crisálida
O formato dos ovos, em espécies de Riodinidae, varia bastante, sendo geralmente hemisféricos e com depressões regulares. Suas lagartas são tipicamente em forma de lesma e geralmente de cor verde ou esbranquiçada, com finas cerdas e, algumas, com protuberâncias coloridas sobre o corpo; estando envolvidas em uma miríade de comportamentos alimentícios (comendo detritos, folhas, néctar e na predação de insetos menores). Elas também podem formar relacionamentos simbióticos com formigas (mirmecofilia; assim como em Lycaenidae), explorando e estabelecendo interações entre formigas e plantas com nectários extraflorais. As crisálidas apresentam grande variedade de formas; com algumas suspensas livremente pela cauda, enquanto outras são fechadas com seda na superfície das folhas, à semelhança de espécies de Lycaenidae. Em regiões de clima temperado as lagartas e crisálidas aguardam a passagem do inverno para se desenvolver.

## Habitat, hábitos e alimentação do adulto
Riodinidae geralmente habitam áreas sombrias de floresta tropical e subtropical úmida e o seu principal centro de espécies se localiza em florestas pluviais na região da bacia do rio Amazonas, América do Sul. Os adultos costumam pousar com as asas abertas ou inclinadas ligeiramente para cima. Espécies do gênero Symmachia pousam de maneira excêntrica, com suas asas dianteiras sobre as de trás, à semelhança de uma mariposa, ou traça. Geralmente pousam embaixo de uma folha, com suas antenas encaminhadas para a frente e os olhos espiando na margem da folha, observando atentamente. Por vezes voam abertamente de flor em flor, buscando néctar e espalhando suas asas ao sol. Também são avistadas sugando substâncias animais ou vegetais que possam se depositar sobre as folhas ou, mais raramente, em outros locais, como excrementos e no solo úmido.

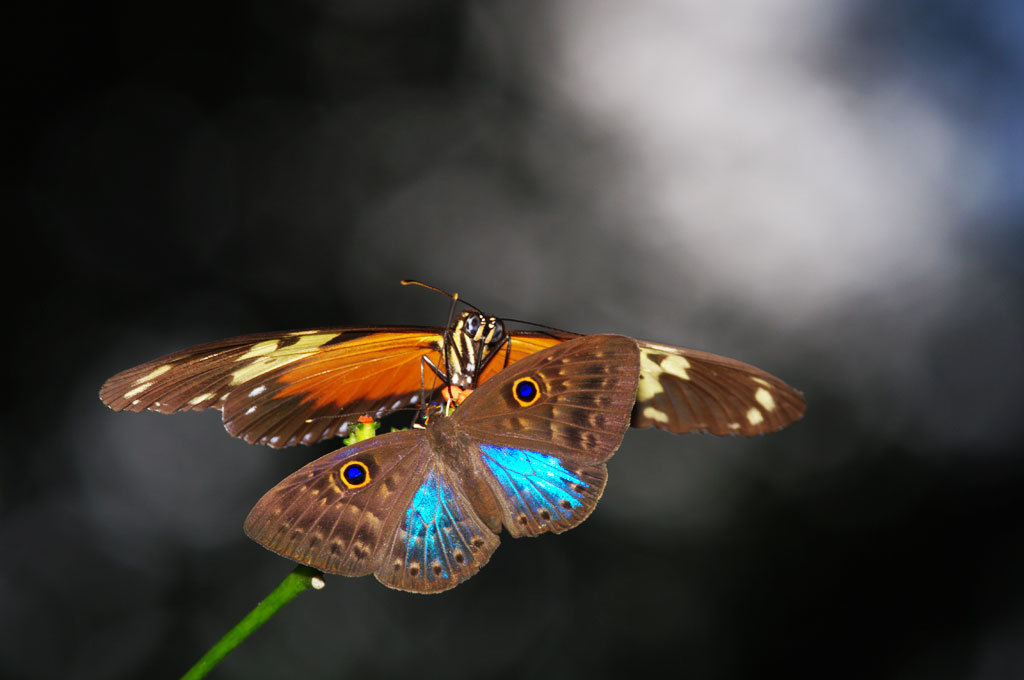
Um Riodinidae do gênero Eurybia compete com um Heliconiini em uma floresta do Panamá.
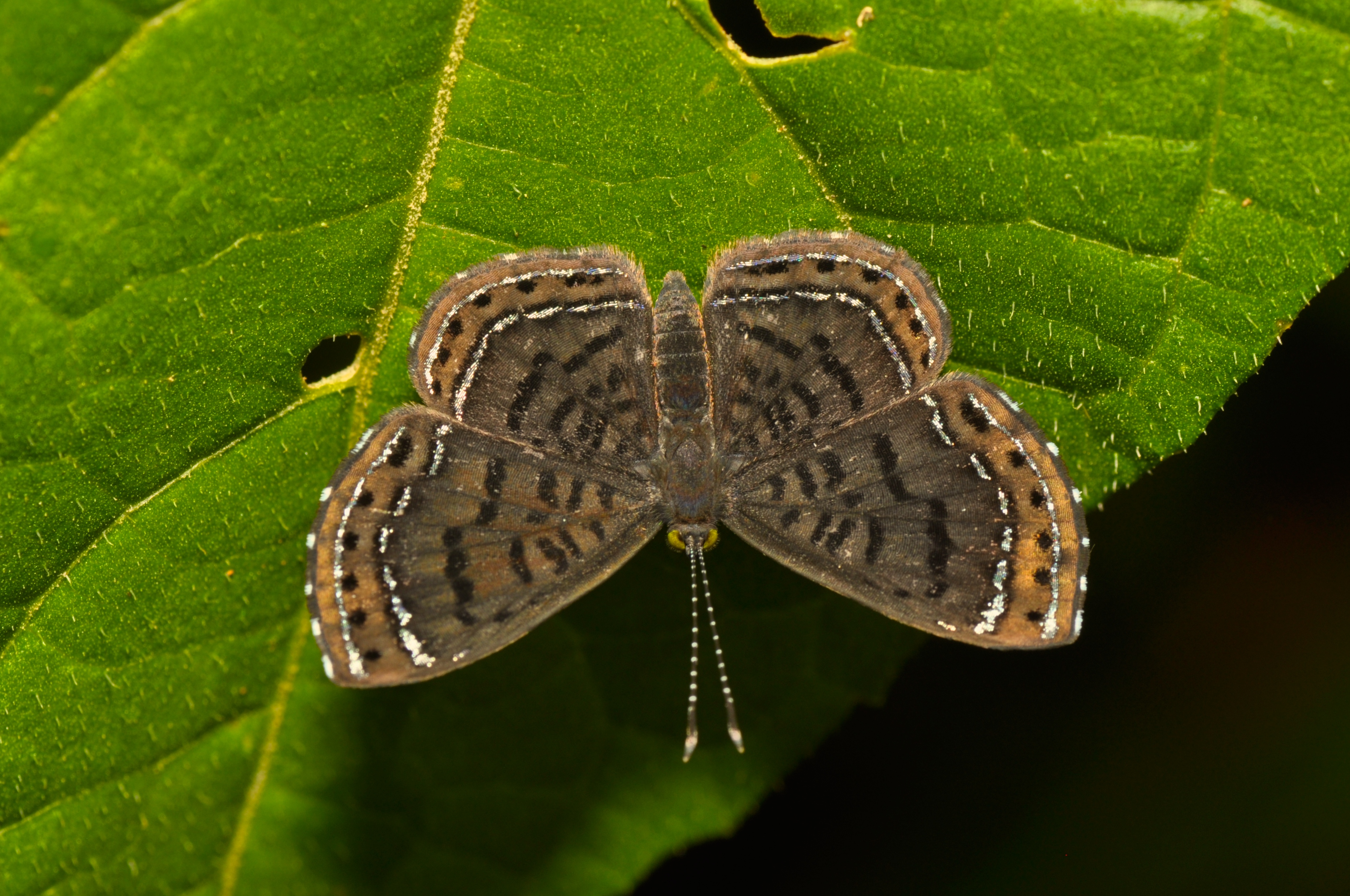
Fotografia de um Riodinidae do gênero Detritivora com suas antenas voltadas para a frente.
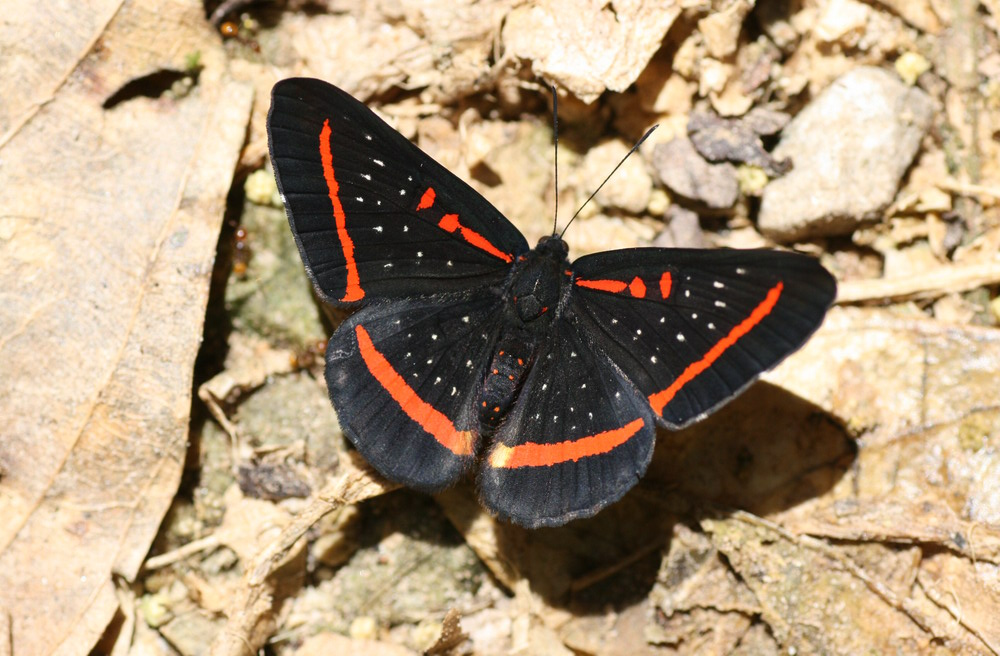
Fotografia de um Riodinidae da espécie Amarynthis meneria com suas asas ligeiramente voltadas para cima.

## Erycinidae
Além de Nemeobidae, outra antiga denominação dos Riodinidae era Erycinidae. Embora Erycinidae Swainson 1827 pareça ser um nome para Riodinidae Grote 1895, o tipo genérico Erycina Fabricius 1807 é um sinônimo júnior de Erycina Lamarck 1805 (um gênero de moluscos bivalves). Um nome de grupo familiar não pode ser baseado em um nome genérico que seja um sinônimo júnior, então a família Erycinidae, de acordo com Swainson, é inválida. Uma comissão de classificação científica, em 1977 ("opinião 1073" do ICZN), decidiu que o nome deste táxon deveria ser Riodinidae Grote 1895, com base no nome genérico Riodina, que foi selecionado por Westwood em 1851.

## Classificação de Riodinidae: subfamílias, tribos e subtribos (2018)
De acordo com N. Seraphim; L. Kaminski; P.J. Devries; C. Penz; C. Callaghan; N. Wahlberg; K.L. Silva-Brandão; A.V.L. Freitas.
- Subfamília Nemeobiinae
  - Tribo Nemeobiini Bates 1868[43]
    - Subtribo Nemeobiina (Velho Mundo, exceto Styx e Corrachia: Novo Mundo)
    - Subtribo Abisarina (Velho Mundo e Oceania)

  - Tribo Euselasiini Kirby 1871[43] (Novo Mundo)
- Subfamília Riodininae (Novo Mundo)
  - Tribo Eurybiini Reuter 1896[43]
    - Subtribo Eurybiina
    - Subtribo Mesosemiina

  - Tribo Nymphidiini Bates 1859[43]
    - Subtribo Zabuellina
    - Subtribo Stalachtina
    - Subtribo Pachythonina
    - Subtribo Theopina
    - Subtribo Nymphidiina
    - Subtribo Pandemina
    - Subtribo Lemoniadina

  - Tribo Calydnini Seraphim, Freitas & Kaminski 2018
  - Tribo Symmachiini Bates 1859[43]
  - Tribo Helicopini Stichel 1928[43]
  - Tribo Emesidini Seraphim, Freitas & Kaminski 2018
  - Tribo Sertaniini Seraphim, Freitas & Kaminski 2018
  - Tribo Dianesiini Seraphim, Freitas & Kaminski 2018
  - Tribo Riodinini Grote 1895[43]